# Cissus coursii
Cissus coursii är en vinväxtart som beskrevs av Descoings. Cissus coursii ingår i släktet Cissus och familjen vinväxter. Inga underarter finns listade i Catalogue of Life.